# Friedrich Forkel
Johann Friedrich Forkel (* 17. November 1822 in Coburg; † 18. Juli 1890 ebenda) war Jurist, Ehrenbürger von Coburg und Mitglied des deutschen Reichstags.

## Leben
Johann Friedrich wurde als Sohn des Fabrikbesitzers Johann Paul Matthäus Forkel (* 12. Dezember 1796 in Coburg; † 24. Januar 1869 ebenda) und dessen Frau Anna Catharina (geb. Jacobi; * 28. August 1802 in Coburg; † 7. Februar 1883 ebenda), geboren. Forkel war von 1835 bis 1841 Gymnasiast in Coburg und studierte von 1841 bis 1844 Rechtswissenschaften in Jena und Heidelberg. Während seines Studiums wurde er 1841 Mitglied der Burschenschaft Arminia auf dem Burgkeller und 1843 der Burschenschaft Walhalla Heidelberg. 1848 wurde er Rechtsanwalt und von 1849 bis 1858 war er nebenbei provisorischer Staatsanwalt. Er war Mitglied des Deutschen Juristentags seit dessen Gründung.
Seit 1853 war er Mitglied, seit 1856 Vorsitzender der Stadtverordnetenversammlung in Coburg. Von 1852 bis 1856 war er Mitglied und Schriftführer des Speziallandtages in Coburg und des gemeinschaftlichen Landtags in Coburg und Gotha. Zwischen 1860 und 1864 war er wieder Mitglied beider Landtage.
Zwischen 1867 und 1871 war er Mitglied des Norddeutschen Reichstags und von 1877 bis 1881 des Deutschen Reichstages für die Nationalliberale Partei und den Wahlkreis Reichstagswahlkreis Herzogtum Sachsen-Coburg-Gotha 1 (Coburg).
1884 wurde er Ehrenbürger der Stadt Coburg.

## Familie
Forkel verheiratete sich am 24. Juni 1850 in Wickersdorf mit Clara Cathinka Felicitas Henriette Molly Freiin von Könitz (* 24. Juli 1829 in Wickersdorf; † 13. September 1894 in Coburg), die Tochter des Schlossherrn in Untersiemau Friedrich Adolf Hermann Freiherr von Könitz (* 18. Oktober 1803 in Untersiemau; † 22. April 1866 ebenda) und dessen Frau Emilie Friederike Victoria (geb. Hammann; * 24. Juni 1808; † 16. April 1840). Aus der Ehe stammen Kinder. Von diesen kennt man:
1. Sohn Hermann Magnus Alexander Forkel (* 24. September 1852 in Coburg; † 30. Juni 1925 ebenda) Dr. jur., geh. Justizrat, Rechtsanwalt und Notar in Coburg, ⚭ I. 10. Oktober 1881 (⚮ 1890) in Gotha mit Maria Berlet (* 27. Juni 1862 in Gotha; † 12. September 1934 in Tabarz), die Tochter d. Landgerichtspräsidenten Heinrich Wilhelm August Berlet (* 15. Juni 1817 in Gotha; † 28. Dezember 1908 ebenda) und dessen Frau Maria Eckardt (* 1. Juni 1835 in Gotha; † 23. Juni 1902 ebenda), ⚭ II. 16. Januar 1894 in Coburg mit Marie Heinze (* 16. November 1865 in Saalfeld/Saale), Tochter des Kaufmanns Hugo Ernst Heinze (* 16. Dezember 1825 in Saalfeld/Saale; † 12. Juni 1911 ebenda) und dessen Frau Maria Sidonye (geb. Sattler; * 10. August 1830 in Blankenburg (Thüringen); † 17. März 1907 in Saalfeld/Saale), Schüler am Gymnasium Casimirianum Coburg und Mitglied der Schülerverbindung Casimiriana
2. Tochter Emilie Julie Marie Forkel, (* 13. Oktober 1854 in Coburg; † 31. August 1863 ebenda)
3. Sohn Adolf Ludwig Bernhard Forkel (* 2. Juli 1856 in Coburg; † 16. Juli 1876 ebenda), Schüler am Gymnasium Casimirianum Coburg und Mitglied der Schülerverbindung Casimiriana
4. Sohn Richard Friedrich Hans Forkel (* 15. November 1859 in Coburg; † 22. Februar 1932 in Schliersee), Kaufmann in Hamburg, Antwerpen und Brüssel, sp. Kommerzienrat Schliersee, ⚭ 11. September 1894 in Coburg mit Irma Ferdinande Charlotte Helene Luise Barbara von Schönfeldt (* 10. April 1874 in Kassel), Tochter des königlich preußischen Majors Hans Georg Hilmar von Schönfeld (* 5. August 1848 in Frankfurt (Oder); † 12. Dezember 1897 in Coburg) und dessen Frau Melitta (geb. Freiin von Rechenberg; * 30. August 1855 in Koblenz; † 11. Februar 1884 in Dresden)
5. Tochter Auguste Elisabeth Clara Forkel (* 22. Januar 1862 in Coburg), ⚭ 28. März 1884 in Coburg mit dem Oberstleutnant Georg Ludwig Bernhard Bartenstein (* 24. Juni 1859 in Meiningen; † 16. Januar 1915 in Jena)